# Филипсхайм
Филипсхайм (нем. Philippsheim) — община в Германии, в земле Рейнланд-Пфальц. 
Входит в состав района Айфель-Битбург-Прюм. Подчиняется управлению Шпайхер.  Население составляет 110 человек (на 31 декабря 2010 года). Занимает площадь 0,89 км².